# Gluta compacta
Gluta compacta là một loài thực vật có hoa trong họ Đào lộn hột. Loài này được Evrard mô tả khoa học đầu tiên năm 1952.